# Каубој (M*A*S*H)
Каубој (енг. the Cowboy) је осма епизода прве сезоне америчке војномедицинске драмедије M*A*S*H (срп. Меш). Каубој се први пут 
емитовала дванаестог октобра 1972. године на телевизијском каналу Си-Би-Ес. Епизоду је написао Роберт Клејн, а режирао Дон Велс.
Каубој је премијерно приказана 12. новембра 1972. године, а затим репризирана 6. маја 1973. године.
Смештена током Корејског рата, радња епизоде Каубој прати капетана Бенџамина Френклина "Хокаја" Пирса (Алан Алда) и капетана "Трапера" Џона Франциса Ксавијера Мекинтајера (Вејн Роџерс), водеће хирурге у четири хиљаде седамдесет и седмој мобилној војној болници (енг. Mobile Army Surgical Hospital) који покушавају да открију идентитет човека који покушава да убије потпуковника Хенрија Блејка.
Постоје две различите верзије епизоде Каубој. Верзија која је емитована на телевизијском каналу Си-Би-Ес у себи не садржи сцену у којој неко пуца на Хенрија нити сцену у којој га прегази џип. Ове сцене су накнадно убачене у ДВД едиције телевизијске серије.

## Улоге

#### Главне улоге
- Алан Алда - капетан Бенџамин Френклин "Хокај" Пирс

- Вејн Роџерс - капетан "Трапер" Џон Мекинтајер
- Меклејн Стивенсон - потпуковник Хенри Блејк
- Лорета Свит - мајор Маргарет "Вруће Усне" Хулихан
- Лари Линвил - мајор Френк Бурнс
- Гари Бургоф - млађи водник Валтер "Радар" О'Рајли

#### Споредне улоге
- Били Грин Буш - Каубој (поручник Џон Хоџис)
- Вилијам Кристофер - поручник отац Францис Џон Патрик Мулкахи
- Џон Орчард - капетан "Ружни Џон" Блек
- Патрик Адиарте - Хо-Џон
- Одеса Кливленд - поручник Џинџер Бејлис, регистрована медицинска сестра
- Џо Кори - редов Голдстин
- Мајк Робело - Кувар[5]